# L (album d'Ayumi Hamasaki)
Pour les articles homonymes, voir L.
Singles de Ayumi Hamasaki
Crossroad
(2010) Feel the love / Merry-go-round
(2013)
L (pour "50" en chiffre romain) est le 50e single original de Ayumi Hamasaki sorti sous le label Avex Trax, en excluant ré-éditions, remixes, collaborations, singles digitaux, et son tout premier single sorti sous un autre label.

## Présentation
Le single sort le 29 septembre 2010 au Japon sous le label Avex Trax, produit par Max Matsuura. Il ne sort qu'une semaine après le précédent single de la chanteuse, Crossroad, pour fêter son 50e single. Il atteint la 1re place du classement de l'Oricon, ce qui en fait le 25e single no 1 consécutif de la chanteuse, battant le précédent record détenu par Seiko Matsuda depuis 1988. Il se vend à 70 715 exemplaires la première semaine, et reste classé pendant huit semaines, pour un total de 94 573 exemplaires vendus durant cette période.
C'est un single "triple face A", contenant trois chansons principales et leurs versions instrumentales : Last Angel, Virgin Road et Sweet Season, les deux premières étant écrites par Tetsuya Komuro ; L n'est que le titre du disque, sur le modèle des précédents singles de la chanteuse : A de 1999, H de 2002, et & de 2003. Il sort en deux versions "CD" ainsi qu'en deux versions "CD+DVD", avec des pochettes et contenus différents ; le DVD supplémentaire contient les clips vidéo de deux des titres (Virgin Road et Sweet Season) et le "making-of" de l'un d'eux. Les versions "CD+DVD" ne contiennent que ces six titres, dans un ordre différent sur chaque CD et avec un "making of" différent sur chaque DVD, tandis que les deux versions "CD seul" contiennent chacune en bonus un ou deux titres différents : deux versions orchestrales des chansons Crossroad et Seven Days War du précédent single Crossroad sur l'une, et une autre version au piano de la chanson Seven Days War en introduction sur l'autre.
Les chansons Virgin Road et Sweet Season ont servi de thèmes musicaux pour des campagnes publicitaires. Les trois chansons inédites figureront sur l'album Love Songs qui sortira trois mois plus tard. La chanson Virgin Road sera également remixée sur l'album Ayu-mi-x 7 -version House- de 2011.

## Liste des titres
Toutes les paroles sont écrites par Ayumi Hamasaki, à l'exception de celles de Seven Days War, reprise de TM Network, écrites par Mitsuko Komuro. Deux des titres sont officiellement graphiés de manière spécifique : « Last angel » et « SEVEN DAYS WAR ».

### Édition CD+DVD (version 1)
| CD    | CD                                         | CD                | CD                                  | CD    | CD | CD | CD | CD | CD |
| No    | Titre                                      | Musique           | Arrangeur(s)                        | Durée |    |    |    |    |    |
| ----- | ------------------------------------------ | ----------------- | ----------------------------------- | ----- | -- | -- | -- | -- | -- |
| 1.    | Virgin Road (Original mix)                 | Tetsuya Komuro    | Yuta Nakano (arrangement de cordes) | 5:55  |    |    |    |    |    |
| 2.    | Sweet Season (Original mix)                | Noriyuki Makihara | Shingo Kobayashi                    | 5:04  |    |    |    |    |    |
| 3.    | Last Angel (Original mix)                  | Komuro            | CMJK                                | 5:44  |    |    |    |    |    |
| 4.    | Virgin Road (Original mix -Instrumental-)  | Komuro            | Nakano (arrangement de cordes)      | 5:54  |    |    |    |    |    |
| 5.    | Sweet Season (Original mix -Instrumental-) | Noriyuki Makihara | Kobayashi                           | 5:05  |    |    |    |    |    |
| 6.    | Last Angel (Original mix -Instrumental-)   | Komuro            | CMJK                                | 5:41  |    |    |    |    |    |
| 33:24 |                                            |                   |                                     |       |    |    |    |    |    |

| 1. | Virgin Road (vidéo clip)  | 5:52 |
| 2. | Sweet Season (vidéo clip) | 5:22 |
| 3. | Virgin Road (making of)   | 7:06 |

### Édition CD+DVD (version 2)
| CD    | CD                                         | CD             | CD                             | CD    | CD | CD | CD | CD | CD |
| No    | Titre                                      | Musique        | Arrangeur(s)                   | Durée |    |    |    |    |    |
| ----- | ------------------------------------------ | -------------- | ------------------------------ | ----- | -- | -- | -- | -- | -- |
| 1.    | Sweet Season (Original mix)                | Makihara       | Kobayashi                      | 5:04  |    |    |    |    |    |
| 2.    | Virgin Road (Original mix)                 | Komuro         | Nakano (arrangement de cordes) | 5:55  |    |    |    |    |    |
| 3.    | Last Angel (Original mix)                  | Tetsuya Komuro | CMJK                           | 5:44  |    |    |    |    |    |
| 4.    | Sweet Season (Original mix -Instrumental-) | Makihara       | Kobayashi                      | 5:04  |    |    |    |    |    |
| 5.    | Virgin Road (Original mix -Instrumental-)  | Komuro         | Nakano (arrangement de cordes) | 5:54  |    |    |    |    |    |
| 6.    | Last Angel (Original mix -Instrumental-)   | Komuro         | CMJK                           | 5:41  |    |    |    |    |    |
| 33:22 |                                            |                |                                |       |    |    |    |    |    |

| 1. | Sweet Season (vidéo clip) | 5:22 |
| 2. | Virgin Road (vidéo clip)  | 5:52 |
| 3. | Sweet Season (making of)  | 4:19 |

### Édition CD seul (version 1)
| CD    | CD                                         | CD       | CD                             | CD    | CD | CD | CD | CD | CD |
| No    | Titre                                      | Musique  | Arrangeur(s)                   | Durée |    |    |    |    |    |
| ----- | ------------------------------------------ | -------- | ------------------------------ | ----- | -- | -- | -- | -- | -- |
| 1.    | Last Angel (Original mix)                  | Komuro   | CMJK                           | 5:43  |    |    |    |    |    |
| 2.    | Virgin Road (Original mix)                 | Komuro   | Nakano (arrangement de cordes) | 5:55  |    |    |    |    |    |
| 3.    | Sweet Season (Original mix)                | Makihara | Kobayashi                      | 5:05  |    |    |    |    |    |
| 4.    | Crossroad (Orchestra version)              | Komuro   | Nakano                         | 5:42  |    |    |    |    |    |
| 5.    | Seven Days War (Orchestra version)         | Komuro   | Nakano                         | 5:27  |    |    |    |    |    |
| 6.    | Last Angel (Original mix -Instrumental-)   | Komuro   | CMJK                           | 5:43  |    |    |    |    |    |
| 7.    | Virgin Road (Original mix -Instrumental-)  | Komuro   | Nakano (arrangement de cordes) | 5:54  |    |    |    |    |    |
| 8.    | Sweet Season (Original mix -Instrumental-) | Makihara | Kobayashi                      | 5:05  |    |    |    |    |    |
| 44:31 |                                            |          |                                |       |    |    |    |    |    |

### Édition CD seul (version 2)
| CD    | CD                                         | CD       | CD                             | CD    | CD | CD | CD | CD | CD |
| No    | Titre                                      | Musique  | Arrangeur(s)                   | Durée |    |    |    |    |    |
| ----- | ------------------------------------------ | -------- | ------------------------------ | ----- | -- | -- | -- | -- | -- |
| 1.    | Seven Days War (TK Acoustic Piano version) | Komuro   | Komuro                         | 5:17  |    |    |    |    |    |
| 2.    | Virgin Road (Original mix)                 | Komuro   | Nakano (arrangement de cordes) | 5:55  |    |    |    |    |    |
| 3.    | Sweet Season (Original mix)                | Makihara | Kobayashi                      | 5:05  |    |    |    |    |    |
| 4.    | Last Angel (Original mix)                  | Komuro   | CMJK                           | 5:44  |    |    |    |    |    |
| 5.    | Virgin Road (Original mix -Instrumental-)  | Komuro   | Nakano (arrangement de cordes) | 5:54  |    |    |    |    |    |
| 6.    | Sweet Season (Original mix -Instrumental-) | Makihara | Kobayashi                      | 5:05  |    |    |    |    |    |
| 7.    | Last Angel (Original mix -Instrumental-)   | Komuro   | CMJK                           | 5:41  |    |    |    |    |    |
| 38:41 |                                            |          |                                |       |    |    |    |    |    |